# Разъезд 37 (Туркестанская область)
Разъезд 37 (каз. рзд.37) — разъезд в Отырарском районе Туркестанской области Казахстана. Входит в состав Тимурского сельского округа. Код КАТО — 514853500.

## Население
В 1999 году население разъезда составляло 51 человек (26 мужчин и 25 женщин). По данным переписи 2009 года, в разъезде проживали 64 человека (31 мужчина и 33 женщины).